# 卡洛·韦海迈基
卡洛·韦海迈基（芬蘭語：Kaarlo Vähämäki，1892年5月30日—1984年1月1日），生于赫尔辛基，芬兰男子竞技体操运动员。他曾代表芬兰获得1912年夏季奥运会体操比赛男子团体自由式银牌。